# エリック・クラプトン・アンド・ザ・パワーハウス
エリック・クラプトン・アンド・ザ・パワーハウス（Eric Clapton and the Powerhouse）は、イングランドのセッション・バンドである。オムニバス・アルバム『ホワッツ・シェイキン』を制作するために、1966年に結成された。

## 概要
1965年、アメリカに本社を持つエレクトラ・レコードのジャック・ホルツマンは、新たにロンドンに設立したオフィスを運営するために、ジョー・ボイドと契約を結んだ。
その頃、同社に在籍していたプロデューサーのポール・ロスチャイルドは、自分がプロデュースした編集アルバム『ブルース・プロジェクト』（1964年）の成功を受けて、続編としてグリニッジ・ヴィレッジを本拠地に活動する白人のブルース・ミュージシャンたちが演奏するアコースティック・ブルースに焦点を当てたオムニバス・アルバムを制作していた。そして彼は、エレクトラではなくカーマ・スートラ・レコードの専属だった人気バンドのラヴィン・スプーンフルの4曲、ポール・バターフィールド・ブルース・バンドの5曲、アル・クーパーとトム・ラッシュの各1曲を集めていた。
ボイドはこのアルバムの為にイギリスのバンドを探し出すことを申し出ていたが、どこのレコード会社とも契約していないバンドを見つけることは困難だった。彼はマンフレッド・マンのポール・ジョーンズがバンドを脱退しようとしているという話を聞いてジョーンズに電話したが、それが単なる噂でしかないことがわかったので、ジョーンズにこのアルバムの為だけのバンドを結成してくれるように頼んだ。ジョーンズは同僚のジャック・ブルースに話を持ちかけて快諾を得た。さらに元ジョン・メイオール&ザ・ブルースブレイカーズのエリック・クラプトン、スペンサー・デイヴィス・グループのスティーヴ・ウィンウッドとピート・ヨーク、シカゴ・ブルースの第一級のピアニストでクラプトンとジョーンズの友人だったベン・パーマーの協力を得た。
ジョーンズは自作の'I Want to Know'、ウィンウッドはメンフィス・スリムの'Steppin' Out'を選んだ。クラプトンはアルバート・キングの'Crosscut Saw'を選んだが、ボイドはロバート・ジョンソンの'Cross Road Blues'を薦めた。クラプトンはジョンソンの'Travelling Riverside Blues'ではどうかと対抗し、結局2曲を折衷した「クロスロード」を作った。レコーディングはロンドンのオリンピック・スタジオで行なわれた。
アルバムの発表に際し、ウィンウッドとヨークは偽名を用い、ジョーンズは息子2名の名前に由来するJacob Matthewsを名乗った。バンド名はエリック・クラプトン・アンド・ザ・パワーハウスになった。

## メンバー
- エリック・クラプトン　Eric Clapton – ギター
- スティーヴ・ウィンウッド　Steve Winwood (Steve Anglo) – ヴォーカル
- ポール・ジョーンズ　Paul Jones (Jacob Matthews) – ハーモニカ
- ジャック・ブルース　Jack Bruce – ベース
- ピート・ヨーク　Pete York (Peter Howard) – ドラムス
- ベン・パーマー　Ben Palmer – ピアノ

## ディスコグラフィ

### オムニバス・アルバム
- ホワッツ・シェイキン　What's Shakin'（1966年）